# Rhene modesta
Rhene modesta là một loài nhện trong họ Salticidae.
Loài này thuộc chi Rhene. Rhene modesta được Lodovico di Caporiacco miêu tả năm 1941.